# Polycyrtus pallidus
Polycyrtus pallidus là một loài tò vò trong họ Ichneumonidae.